# Antônio José Landi
Giuseppe Antonio Landi (Bolonha, 29 de outubro de 1713 — Belém, 22 de junho de 1791), conhecido como Antônio José Landi no Brasil e em Portugal, foi um arquiteto bolonhês radicado no Brasil com marcante atuação na Amazônia.

## Biografia

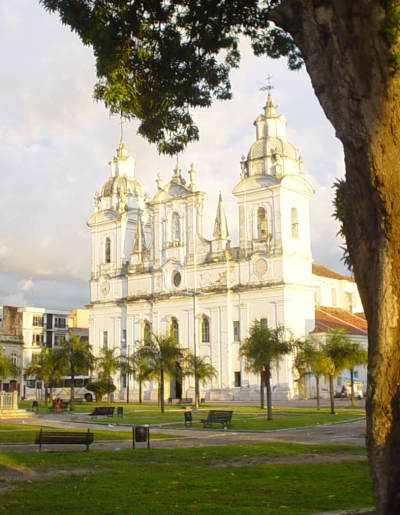
Catedral Metropolitana de Belém

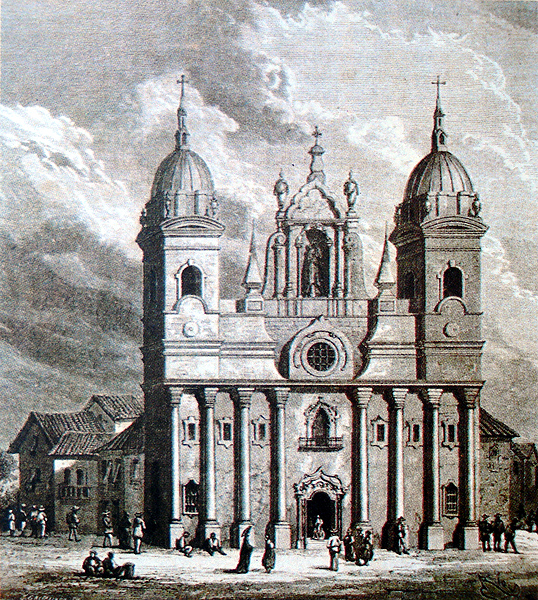
Gravura anônima mostrando o aspecto da catedral no século XIX

Filho do médico e professor universitário Carlo Antonio Landi e de Teresa di Bartolomeo Guglielmini, Giuseppe nasceu a 29 de outubro, pelas seis e meia da manhã. Foi batizado na Catedral de São Pedro, sendo seu padrinho o também médico Giovanni Marco Bigatti. Era o segundo filho de um total de oito.
Tinha o título honroso de membro da Academia Clementina, eleito em 16 de fevereiro de 1743. Aluno do mestre Fernando Galli Bibiena, foi premiado em 1731 e em 1734. Deixou, trabalho de Bolonha, estampas e gravuras de portas e janelas por ele próprios criadas ou de monumentos arquitetônicos, como a Igreja metropolitana e o Museu arquiepiscopal de Ravena, a Igreja de Jesus Maria, a de São Pedro, a de São Jorge, a de São Paulo, em Bolonha. Como diz Leandro Tocantins, é opinião do professor Robert Smith, da Universidade de Pensilvânia, que se ficasse na Itália teria tido papel comparável a Luís Vanvitelli ou a Carlos Dotti.
O rei de Portugal encarregou o carmelita João Alvares de Gusmão de contratar nas cidades italianas «sujeitos práticos nos estudos de geografia e astronomia» para fazerem observações astronômicas e formarem cartas geográficas do Brasil. Portugal e Espanha acabavam de assinar o Tratado de Madri em 1750 e o rei desejava técnicos para trabalhar na comissão de limites que iria estabelecer os marcos de fronteira - e preferia que «fossem versados na filosofia experimental» e «práticos de Medicina, especialmente de Botânica», e «suficientemente desenhadores para tirarem vistas dos lugares mais notáveis e debuxarem as plantas, animais e outras coisas desconhecidas e dignas de notícia» - eram as instruções de Marcos de Azevedo Coutinho.
Professor de arquitetura e de perspectiva em Bolonha, foi contratado por D. João V como desenhista para a Expedição Demarcadora dos Territórios Portugueses no Norte do Brasil.
Não se sabe como se produziu o contato entre o carmelita e Landi, mas o primeiro o contratou, assim como ao astrônomo João Angelo Brunelli. Deixaram Bolonha em fins de 1750 ou princípios de 1751, tomando um barco em Gênova com destino a Lisboa. Landi permaneceu em Portugal dois anos. Já no trono o novo rei D. José I de Portugal, Landi partiu para o Pará a 2 de junho de 1753 com os demais membros da comissão técnica. A comissão permaneceu um ano em Belém antes de subir para o alto rio Negro, teatro das futuras operações.
Era governador e capitão general da Capitania do Grão-Pará Francisco Xavier de Mendonça Furtado, irmão do conde de Oeiras, Sebastião José de Carvalho e Melo, o futuro marquês de Pombal. Landi atuou como naturalista amador, desenhando pela primeira vez a flora e a fauna amazônicas. Somente na pequena vila de Barcelos permaneceria seis anos!
Adotou uma vida totalmente luso-tropical nos hábitos, membro da Ordem Terceira de São Francisco da Penitência, fazia as viagens fluviais de exploração científica, e gostava de confraternizar com as populações nativas,
Constituiu uma família, escolhendo para mulher uma luso-brasileira, descendente de portugueses.

## Legado e estilo
Ficaria entretanto conhecido pelo plano urbanístico da cidade de Belém, traçando fachadas, prédios, porto, praças e demais desenhos arquitetônicos. Ainda segundo Leandro Tocantins, «jamais representou o abandono dos valores culturais que faziam parte de sua personalidade de homem europeu e, especialmente, de italiano. Ao contrário, sua presença no Brasil - e no Brasil mais tropical que é a Amazônia - significou a introdução de formas e concepções técnicas e artísticas novas para a região daquela época, e a feliz convergência de estilos em voga na Itália e em Portugal, sem esquecer a íntima correlação entre a arquitetura e o meio, fenômeno que Landi teve a sensibilidade de perceber. 
O que lhe proporcionou a vantagem de construir prédios, palácios e igrejas mais ou menos adaptados às condições climáticas da Amazônia, e nunca a transposição integral dos modelos europeus para os trópicos amazônicos. Neste ponto, Antonio Landi absorveu as constantes culturais nas áreas tropicais. 

## Obras relacionadas
- Catedral Metropolitana de Belém
- Igreja de Nossa Senhora do Carmo
- Capela da Ordem Terceira do Carmo
- Catedral de Nossa Senhora da Graça
- Hospital Real
- Colégio de Santo Alexandre
- Palácio dos Governadores
- Capela de São João Batista
- Capela Pombo
- Igreja de Santana
- Igreja de Nossa Senhora das Mercês
- Igreja de São João Batista (Cametá)
- Palácio Antônio Lemos(Belém)